# Guillem Solé i Pascual
Guillem Solé i Pascual   (Calafell, 7 de setembre de 1979) és un periodista, cantant i compositor català. Actualment és el vocalista i el compositor de les lletres del grup musical Buhos.
Els seus discs han rebut col·laboracions de Gerard Quintana, Albert Pla o Pulpul de Ska-P.
Ha estat portada de la revista Enderrock el 2014 amb la sortida del seu disc Natura Salvatge, al maig de 2016 amb l'especial de festivals de la revista i el 2018 amb la sortida del seu disc La Gran Vida.
Ha actuat en festivals com el ViñaRock, el Canet Rock, el Pirata Rock, el Festivern, el Rabolagartija, la Telecogresca, l'Acampada Jove, el BioRitme, el Clownia, el Festiuet o el Mercat de Música Viva de Vic. El seu grup, Buhos, té el rècord d'actuacions reiterades a les festes de la Mercè de Barcelona, on hi ha actuat 6 vegades consecutives: entre l'any 2014 i el 2019. Les actuacions han estat en llocs tan emblemàtics de la ciutat com l'Avinguda Maria Cristina, la Plaça Catalunya, l'Arc del Triomf o la platja del Bogatell.
Ha rebut els següents premis:
- Disc Català de l'any de Ràdio 4, amb Lluna Plena (2016),[7]
- Premi Enderrock pel millor vídeoclip amb Barcelona s'il·lumina (2016)[8]
- Premi Enderrock per la millor cançó pop-rock de l'any amb Volcans (2018)[9]

Com a periodista, treballa a Barça TV, retransmetent els partits d'hoquei patins del Barça. També juga a hoquei patins amb els veterans del CE Vendrell.